# ジャック・フェデー
ジャック・フェデー（フェデールとも、Jacques Feyder、1885年7月21日 - 1948年5月25日）は、フランスの脚本家・映画監督である。本名ジャック・レオン・ルイ・フレデリックス（Jacques Léon Louis Frédérix）。ベルギー・ブリュッセル首都圏地域のイクセルで軍人の家系に生まれたが、後にフランスに帰化した。フランス映画に詩的リアリズムを植えた一人とされる。

## 略歴
1911年にパリに出て、翌年から舞台の、ついで映画の俳優となる。そのときの芸名「ジャック・フェデー」で、1915年ゴーモン（Gaumont）映画会社の監督となり、喜劇を作った。当時のヨーロッパは第一次世界大戦下にあり、彼も結婚直後の1917年、ベルギー陸軍に召集され、慰問劇団の俳優を務めた。1919年に映画界へ戻り、1921年の『女郎蜘蛛』で世評を高めた。
その後描写は緻密で、それは、喜劇的な筋立てでも、変わらなかった。
夫人は、パリ生まれの女優フランソワーズ・ロゼーである。3人の男子をもうけた。その後の彼女の、円熟した女優としての活躍は、下表からもうかがえるが、出演は夫の作品ばかりでなかった。
1929年、ハリウッドに招かれた。グレタ・ガルボと撮った『接吻』は、まだサイレント映画である（下表）。
1934年フランスに戻り『外人部隊』を製作。日本では「渡米して失敗した監督の帰仏第一作」と紹介されている。その後、代表作ともいわれる『女だけの都』を撮った。
イギリス、ドイツでも仕事をしたが、第二次世界大戦時は、ドイツ軍に占領されたパリから、スイス・ヴォー州ニヨン市の北東プランジャン村リヴ＝ド＝プランジャン（Les Rives-de-Prangins）に難を避けた。そしてフェデー一家は、彼が1948年に没するまで、その地に居つづけた。
フランスのウール＝エ＝ロワール県ソレル＝ムーセル（Sorel-Moussel）の墓地に葬られた。パリの西、そして大聖堂で有名なシャルトルの北北西の町である。26年後に夫君を追った夫人も、傍らに眠っている。
彼は古典フランス映画のビッグ5の1人である。他の4人は、ジャン・ルノワール、ジュリアン・デュヴィヴィエ、ルネ・クレール、マルセル・カルネである。
なお、3人の遺児たちはいずれも映画界に生き、長男は美術監督のマルク・フェデリックス（Marc Frédérix、1919年2月12日 - 2004年6月9日）、次男はヴェテラン助監督ポール・フェデー（Paul Feyder、1922年4月18日 - 1999年12月16日）、三男は俳優・助監督からプロデューサーに転身したベルナール・ファレル（Bernard Farrel、1926年6月22日 - 1999年4月10日）、すでにいずれも故人。

## 主要な作品
| 邦 題              | 原 題                         | 19 | 制作国       | 仕 事          | 備 考          |
| ------------------ | ----------------------------- | -- | ------------ | -------------- | -------------- |
| 女郎蜘蛛           | L'atlantide                   | 21 | フランス     | 監督/脚本      | --             |
| 雪崩               | Visages d'enfants             | 23 | スイス       | 監督/脚本      | --             |
| 面影               | L'images das bildnis          | 24 | オーストリア | 監督           | --             |
| カルメン           | Carmen                        | 26 | フランス     | 監督/脚本      | --             |
| テレーズ・ラカン   | Thérèse Raquin                | 28 | ドイツ       | 監督           | --             |
| 接吻               | The Kiss                      | 29 | アメリカ     | 監督           | ガルボ         |
| 燈台守             | Gardiens de phare             | 29 | フランス     | 脚本           | --             |
| 印度の寵児         | Son of India                  | 30 | アメリカ     | 監督           | --             |
| 緑の幽霊           | Le spectre vert               | 30 | アメリカ     | 監督           | グーダル       |
| アンナ・クリスティ | Anna Christie                 | 30 | アメリカ     | 監督           | ガルボ         |
| あけぼの           | Daybreak                      | 31 | アメリカ     | 監督           | --             |
| 外人部隊           | Le grand jeu                  | 33 | フランス     | 監督/脚本      | ロゼー         |
| ミモザ館           | Pension Mimosas               | 34 | フランス     | 監督/脚本      | ロゼー         |
| 女だけの都         | La Kermesse héroïque          | 35 | フランス     | 監督/脚本      | ロゼー         |
| 鎧なき騎士         | Knight without Armour         | 37 | イギリス     | 監督           | ディートリッヒ |
| 旅する人々         | Les gens du voyage            | 37 | ドイツ       | 監督/原作/脚本 | ロゼー         |
| 宝石館             | Macadam back Streets of Paris | 47 | フランス     | 監修           | ロゼー         |